# 西門 (耶穌的兄弟)
西門，《新約聖經》記載，是耶穌兄弟的名稱。他的母親是馬利亞，其他的兄弟有雅各、猶大與約西。
因為相信圣母卒世童贞，天主教會否定耶穌的血親，主張他是約瑟的前妻所生，或是耶穌的堂兄弟。天主教百科全書相信，這邊所提到的西門，與奮銳黨的西門、耶路撒冷的西門是同一個人。
學者詹姆斯·塔波（James Tabor）認為，根據猶太傳統，在兄長死後，其弟有義務與兄長之妻結婚，並照顧其後代。馬利亞在約瑟死後，遵循猶太傳統嫁給聖若瑟的兄弟，這是有可能的。因此，公義者雅各、西門、猶大與約西，可能是耶穌同母異父的兄弟。